# تراجع نمائي
التراجع النمائي يحدث عندما يبدأ الطفل الذي بلغ مرحلة معينة من النمو في فقدان المعارف المكتسبة سابقًا. يختلف عن التأخر النمائي في أن الطفل الذي يعاني من التأخر النمائي إما لا يصل إلى مراحل النمو الرئيسية أو لا يبلغ مراحل نمو جديدة، في حين أن الطفل الذي يعاني من التراجع النمائي يفقد معالم النمو والمهارات بعد اكتسابها. يرتبط التراجع النمائي بتشخيص اضطراب طيف التوحد واضطراب الطفولة التحللية ومتلازمة ريت ومتلازمة لاندو-كليفنر وأمراض التحلل العصبي. يمكن علاج فقدان المهارات الحركية واللغوية والاجتماعية بالعلاج الوظيفي والعلاج الطبيعي وتقويم النطق.

## التشاخيص المرافقة
عادةً ما يكون التراجع النمائي أحد أعراض اضطراب عصبي ما.

### اضطراب طيف التوحد
اضطراب طيف التوحد هو اضطراب في النمو تتأثر فيه مهارات التواصل والمهارات الاجتماعية لدى الطفل. قد يعاني الأطفال المصابون باضطراب طيف التوحد من فقدان مهاراتهم اللغوية والاجتماعية المكتسبة سابقًا. غالبًا ما يُبلغ عن هذه المشاكل من قبل والدي الطفل. قد يعاني الأطفال من فقدان معرفتهم بالمفردات وعدم فهم اللغة، بالإضافة إلى فقدان القدرة على التواصل البصري أو ممارسة الألعاب الاجتماعية والتقليدية كما كانوا يفعلون سابقًا. قد يحدث أيضًا فقدان للمهارات الحركية والأساسية مثل استخدام المرحاض أو تناول الطعام بأنفسهم. في اضطراب طيف التوحد، يحدث هذا التراجع في السنوات الأولى من النمو.

### اضطراب الطفولة التحللية
اضطراب الطفولة التحللية هو اضطراب في النمو يعاني فيه الأطفال من تراجع في لغة التواصل الاجتماعية ومهارات الأداء الحركي. دُمج اضطراب الطفولة التحللية مع اضطراب طيف التوحد في الدليل التشخيصي والإحصائي للاضطرابات النفسية (الطبعة الخامسة) في عام 2013. قد يعاني الأطفال المصابون باضطراب الطفولة التحللية من فقدان مهارات اللغة التعبيرية والاستقبالية والمهارات الاجتماعية ومهارات الرعاية الذاتية ومهارات اللعب و/أو المهارات الحركية. يحدث التراجع عادةً في عمر الثالثة أو الرابعة، ولكن بعد عامين على الأقل من النمو الطبيعي وقبل سن العاشرة.

## العلامات والأعراض
يفقد الأطفال الذين يعانون من التراجع النمائي معالم النمو التي اكتسبوها سابقًا. قد تكون هذه المهارات حركية أو اجتماعية أو لغوية. يمكن أن يشمل فقدان المهارات الحركية لدى الأطفال فقدان القدرة على استخدام اليدين بشكل هادف وفقدان القدرة على تناول الطعام بأنفسهم وفقدان القدرة على المشي وفقدان القدرة على الاستحمام بأنفسهم وفقدان القدرة على ارتداء الملابس بأنفسهم. قد يشمل فقدان المهارات الاجتماعية فقدان القدرة/الرغبة في اللعب وفقدان القدرة على التواصل البصري وفقدان الاهتمام بممارسة الألعاب الاجتماعية. قد يشمل فقدان المهارات اللغوية فقدان قدرة الطفل على فهم الكلام والأصوات المنطوقة (مهارات اللغة الاستقبالية) و/أو فقدان قدرة الطفل على استخدام الكلمات/اللغة المنطوقة (مهارات اللغة التعبيرية).

## العلاج
لعلاج تراجع المهارات الحركية، يمكن تطبيق العلاجين الوظيفي والطبيعي. يمكن أن يساعد العلاج الوظيفي الأطفال على استعادة بعض المهارات الحركية الدقيقة التي فقدوها. يمكن للمعالج الوظيفي أن يساعد الطفل على تحسين مهاراته الحركية الدقيقة والتنسيق بين اليد والعين كي يتمكن من إكمال مهام الحياة الأساسية مثل الاستحمام أو تناول الطعام بنفسه، ومهام المهارات الحركية الدقيقة مثل الكتابة. يمكن استخدام العلاج الطبيعي لعلاج تراجع المهارات الحركية الإجمالية. يمكن أن يساعد المعالجون الطبيعيون الطفل في مهارات مثل المشي أو مشاكل الحركة.
غالبًا ما يستخدم تقويم النطق لعلاج تراجع المهارات اللغوية. يساعد معالجو النطق الطفل على استعادة أكبر قدر ممكن من مهاراتهم اللغوية المفقودة، ويساعدونه على تعلم التواصل، ربما باستخدام وسائل مساعدة على التواصل.
يمكن تدريب الأطفال على المهارات الاجتماعية لعلاج تراجع المهارات الاجتماعية. يتم تعليم الأطفال الذين يتلقون تدريبًا في المهارات الاجتماعية مهارات مناسبة لأعمارهم مثل حل المشكلات والتفاعل مع أقرانهم.
بالنسبة للتراجع المرتبط بالنوبات، يمكن استخدام أدوية لعلاج هذه النوبات.